# Euribia
Euribia (greaca veche: Εὐρυβία, Εὐρυβίη), a fost soția titanului Crius și mama lui Astraios, Perses și Pallas. A fost o zeiță a mării, sub Poseidon. Părinții ei au fost Pontus și Geea.
Una dintre cele cinzeci de fiice ale regelui Thespius a purtat, de asemenea, numele de Euribia. Din unirea ei cu Hercule s-a născut Polilaus.